# Igor Rodionov
Pour les articles homonymes, voir Rodionov.
Igor Nikolaïevitch Rodionov (russe : Игорь Николаевич Родионов), né le 1er décembre 1936 dans l'oblast de Penza en RSFS de Russie et décédé le 19 décembre 2014 à Moscou en Russie, est un général russe et député de la Douma. Il est surtout connu comme un politicien intransigeant, et pour son service à la tête du ministère de la Défense de la fédération de Russie.

## Biographie
Rodionov sert comme officier de l'armée soviétique en Allemagne de l'Est, en Tchécoslovaquie, en Extrême-Orient et dans plusieurs autres régions du monde. Le major Rodionov commande un régiment de fusiliers motorisés dans la célèbre 24e division de fusiliers motorisés (la « division de fer ») dans le district militaire des Carpates de 1970 à 1973, puis commande la 17e division de fusiliers motorisés dans le même district. Il commande la 5e armée dans le district militaire d'Extrême-Orient de 1983 à 1985, puis la 40e armée en Afghanistan en 1985-1986. Il occupe le poste de premier commandant en chef adjoint du district militaire de Moscou de 1986 à 1988, date à laquelle le colonel général Rodionov est nommé commandant du district militaire transcaucasien.
Rodionov est tenu pour responsable de la violente répression des manifestations d'avril 1989 lors des manifestations du 9 avril à Tbilissi, au cours desquelles 19 personnes sont tuées et des centaines blessées. Il est démis de ses fonctions et affecté à l'Académie de l'état-major général, qui est l'une des décharges soviétiques traditionnelles pour ceux tombés en disgrâce. Cependant, sur la base de la politique, de la personnalité, de la carrière et de l'opposition constante de Rodionov à l'utilisation des troupes de l'armée dans la ville, il y a de bonnes raisons de croire qu'il a servi de bouc émissaire pour les événements,. La commission Sobchak enquêtant sur la tragédie établit les ordres d'éliminer les manifestants émanant du ministre de la Défense Iazov, à la demande des responsables du Parti communiste au niveau républicain. Iazov, qui déteste Rodionov, trouve en cet événement l'occasion de le blâmer personnellement, ainsi que le Politburo. Les morts résultent d'unités impliquées traitant les manifestations comme une « opération militaire » qui « n'a pas été traitée conformément à la situation réelle » (le nombre de manifestants présents dépassa largement ce qui était attendu). Les soldats déployés, en particulier l'unité VDV, n'étaient ni équipés ni entraînés pour contrôler les troubles civils et l'opération était mal planifiée.
De 1989 à 1996, il est député du peuple et chef de l'état-major général.
Dans la perspective de l'élection présidentielle de 1996, le président russe Boris Eltsine limoge le ministre de la Défense Pavel Gratchiov et le remplace par Rodionov. Rodionov fit publier de nombreux articles de la doctrine militaire. Venant du commandement de l'Académie d'état-major général, il avait fait une formation en analyse qui manquait à Grachev. Pendant le mandat de Rodionov, les principaux facteurs entravant la réforme des forces armées étaient principalement politiques.
Rodionov a des idées pour réformer les forces armées, mais pense que la vision générale de la guerre froide doit rester ; la Russie a été et continuera d'être un adversaire de l'Occident, et la perception de la menace et les niveaux de budget doivent être conçus sur cette base. Au cours de son mandat de ministre de la Défense, il change d'avis sur la question de savoir si les forces armées doivent être restructurées en fonction de la nouvelle situation de la Russie ou si la Russie devra continuer, à la manière soviétique, à placer l'armée au-dessus des besoins sociaux et économiques. Au début de son mandat, il apparaît convaincu d'adapter l'armée à l'État ; finalement, il est renvoyé parce qu'il ne renoncera pas à adapter l'État à l'armée. Son attitude se révèle dans des commentaires tels que « il est ... inadmissible de résoudre les problèmes de société ... au prix de l'abaissement de l'attribut principal de l'État, l'armée ».
Rodionov est finalement licencié pour deux raisons. Premièrement, il refuse de subordonner le ministère au contrôle civil sous la forme de l'éphémère Conseil de défense. Deuxièmement, il a un différend majeur avec Youri Batourine, du Conseil de la défense, sur la question de savoir si une réforme est possible dans les limites des ressources budgétaires dont dispose l'État. Rodionov insiste sur le fait que non et qu'il faudra dépenser beaucoup plus d'argent ; Batourine fait valoir que l'armée devra se contenter des niveaux de dépenses alors en vigueur, car les augmentations s'avèrent fiscalement impossibles. Aucun des deux hommes n'abandonne son poste et la réforme n'est pas réalisée, alors Eltsine résoudra le problème en limogeant Rodionov.
Membre de la Douma d'État (parti Rodina) depuis 1999, Igor Rodionov est membre du Comité de la sécurité nationale et président de l'Union professionnelle du personnel militaire. À sa mort, il est inhumé au cimetière commémoratif militaire fédéral de l'oblast de Moscou.